# سقف کاذب

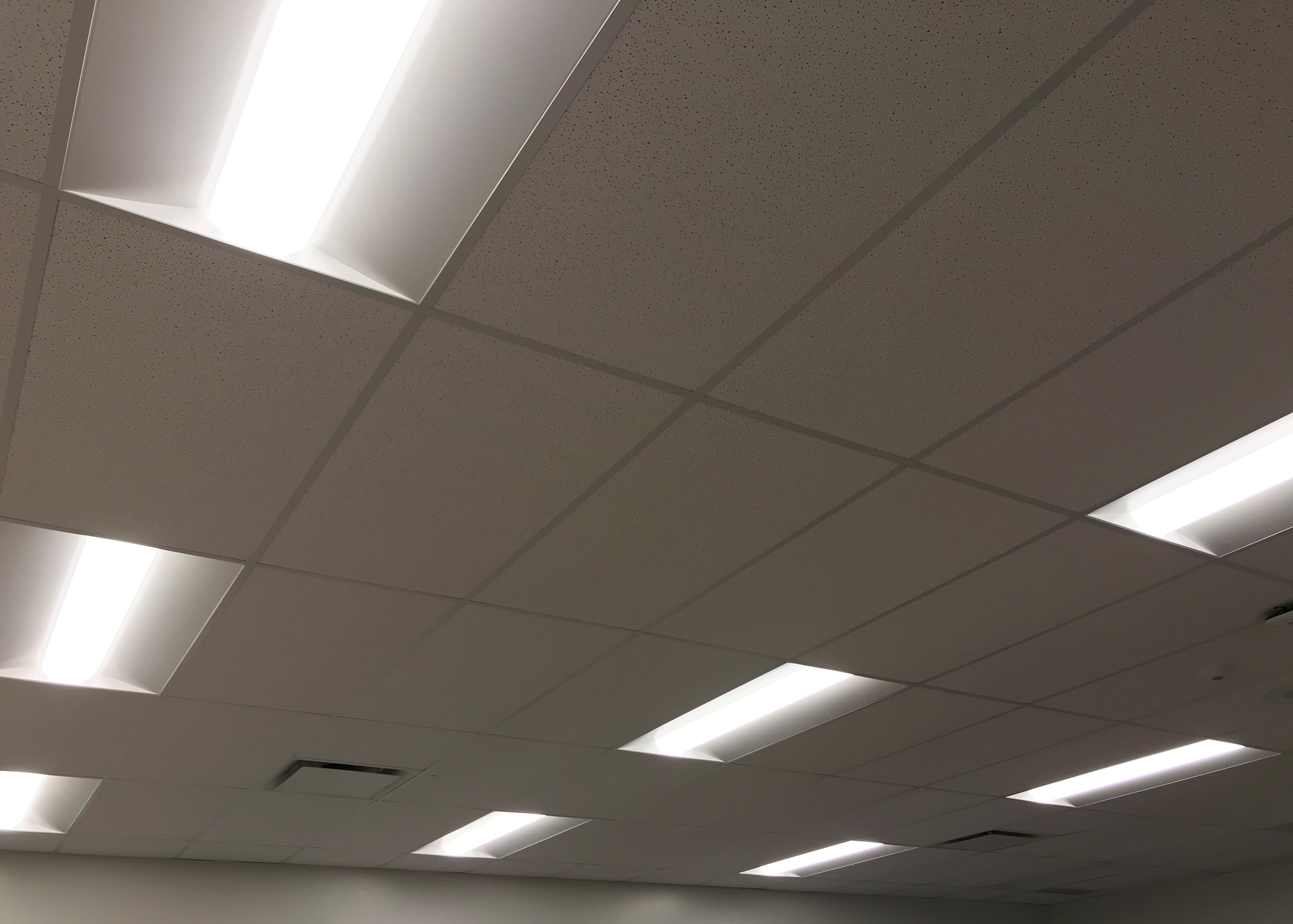
سقف کاذب با کاشی‌های سقف، چراغ‌ها، پخش‌کننده هوا، آشکارساز دود و موارد دیگر

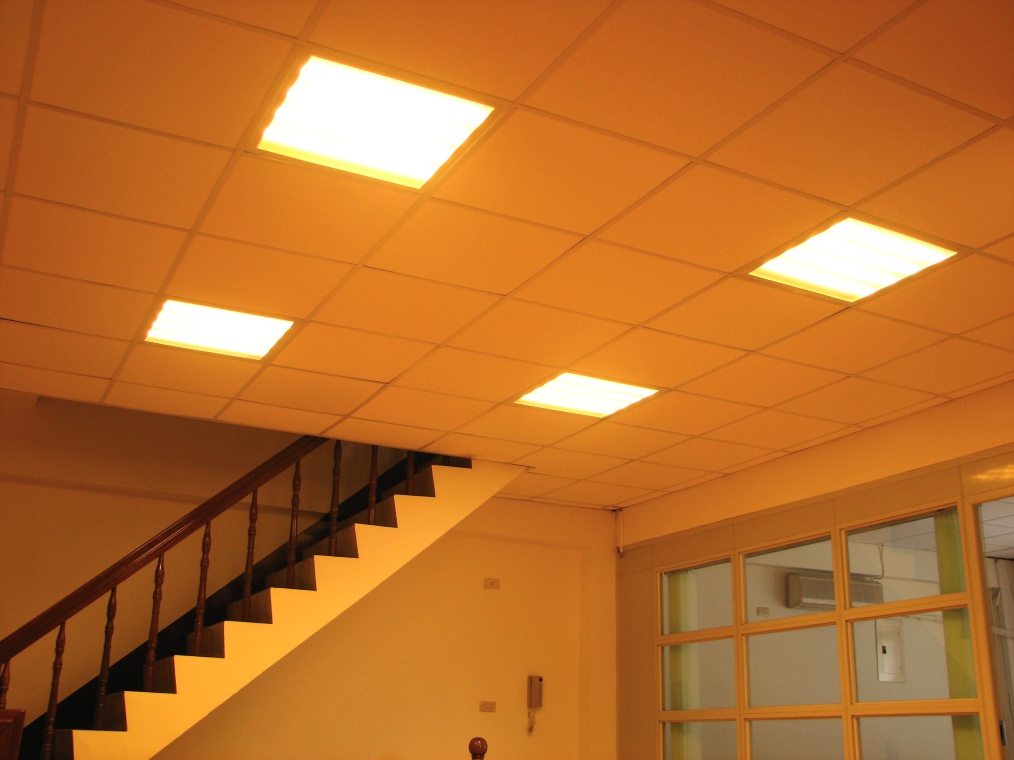
سقف کاذب با چراغ های کاشی سقفی

سقف کاذب یک سقف ثانویه است که زیر سقف اصلی (سازه‌ای) نصب شده است. همچنین ممکن است به عنوان سقف افتاده، سقف T-bar، سقف مشبک، افت سقف، سقف کشویی، یا کاشی سقف، سقف رابیتز و یا سقف کنافی نیز شناخته شود و جزء اصلی ساخت و ساز و معماری مدرن در هر دو بخش مسکونی و تجاری است. 

## ساختار
سقف کاذب به عنوان یک پوشش برای سقف اصلی در نظر گرفته می‌شود. این پوشش علاوه بر زیبایی سقف، به منظور مخفی نگه داشتن تأسیسات و سیم کشی‌ها به کار می‌رود. سقف کاذب نوعی سقف ثانویه برای ساختمان محسوب می‌شود که در پایین سقف اصلی نصب می‌شود.
سقف های کاذب، جایگزین بسیار مناسبی برای سقف های کاذب غیر استاندارد ساخته شده با رابیتس و گچ می باشند. این ساختار که به عنوان سقف ثانویه در ساختمان ها پیاده سازی می شود، می تواند زیبایی محیط را دو چندان کند.
مزایای سقف کاذب عبارتند از:
زیباسازی محیط: استفاده از این ساختار در محیط هایی که سقف اصلی، ظاهری خسته کننده و ساده یا قدیمی و فرسوده داشته باشد، بسیار مناسب است. با اجرای سقف کاذب، علاوه بر ایجاد نورپردازی مخفی، می توان انواع تاسیسات را که در زیر سقف اصلی قرار دارد، پنهان کرد.
انعطاف پذیری بالا: این ساختار از نظر معماری بسیار منعطف بوده و در ساخت سقف های معلق تزیینی (دکوراتیو) کاربرد دارد. سقف های کاذب قابلیت اجرای انواع قوس، شکست ها و طرح های تزئینی مانند قوس و آرک را دارا می باشند.
سرعت اجرایی بالا: اجرای سریع و آسان زیرسازی و پنل گذاری، باعث بالا رفتن سرعت اجرای سقف کاذب می شود.
حمل و نقل مقرون به صرفه: محصولات و مصالح ساختارهای درای وال، بسیار سبک و کم حجم می باشند؛ بنابراین این امر موجب کاهش هزینه های حمل و نقل می شود.
دستیابی به مشخصات فنی مورد نیاز طراح: به طور کلی ساختارهای سیستم های درای وال کی پلاس با توجه به خصوصیات عملکردی متنوع همچون صوتی و حرارتی و غیره، این امکان را به طراحان می دهند تا بتوانند اصولی ترین و بهترین سیستم ها را در طرح های خود پیاده سازی کنند. عایق معدنی مینرال پلاس به عنوان یکی از جدیدترین محصولات کی پلاس، امکان دستیابی به خاصیت های فیزیکی مورد نیاز طراحان را فراهم می سازد؛ با قرار دادن این عایق معدنی در پشت سقف کاذب، امکان دستیابی به قابلیت های صوتی و حرارتی وجود دارد.
مقاومت در برابر زلزله: به دلیل سبکی و بهره گیری از اتصالات استاندارد و محکم، این ساختارها مقاومت بسیار مناسبی در برابر زلزله دارند.
قابلیت ترمیم، تعویض و تعمیر: اجزای مختلف این ساختار (مانند صفحات و پنل‌ها) را می توان به راحتی تعویض و تعمیر نمود.
دقت بالا در اجرا: به دلیل روش اجرایی آسان و استاندارد، خطاهای اجرایی و هزینه های ناشی از آن کاهش یافته و عملیات اجرایی با صرفه جویی در مصالح، نیروی انسانی و زمان همراه است.
این سقف به سقف اصلی و دیوارهای اطراف متصل می‌گردد و سازه اصلی بار آن را تحمل می‌کند. سقف کاذب برای عایق نمودن سقف در برابر صدا و حرارت، اجرای نورپردازی‌های دکوراتیو و پوشش سیم‌های تأسیسات کاربرد دارد و در بسیاری از خانه‌های امروزی می‌توان نمونه‌های مختلف آن را مشاهده کرد. سقف کاذب، یک جایگزین بسیار مناسب و بهینه برای سقف های غیر استاندارد (تشکیل شده از رابیتس و گچ) است. 
این سقف ارتفاع اتاق را کاهش می‌دهد، به همین منظور برای جلوگیری از ایجاد فضایی محدود و تنگ آن را لزوماً دیوار به دیوار نصب نمی‌کنند. امروزه با خلق ایده‌های جدید، طرح‌های متنوعی برای سقف کاذب ارائه می‌شود که می‌توان با توجه به سلیقه و دکوراسیون مورد نظر آن‌ها را انتخاب نمود.
طراحی سقف‌های کاذب از جمله جذاب‌ترین موضوعات در معماری می‌باشد. با استفاده از این نوع سقف‌ها می‌توان تغییرات اساسی در دکوراسیون داخلی به وجود آورد. این سقف‌ها با طراحی‌های منحصر بفرد، دکوراسیون را زیباتر نشان می‌دهند و جلوه ای متفاوت به آن می‌بخشند. از قابلیت‌های ویژه سقف کاذب این است که می‌توان در آن نورپردازی انجام داد و فضایی دکوراتیو و دلنشین به نمایش گذاشت.
گاهی سقف کاذب برای تأکید بر یک نقطه از منزل مانند میز نهارخوری اجرا می‌شود که این کار یکنواختی فضا را از بین می‌برد و آن را به مرکز توجه تبدیل می‌کند. از سقف کاذب نه تنها برای پوشش سقف اتاق بلکه برای سقف حمام و سرویس بهداشتی نیز استفاده می‌شود. سقف‌هایی که در این قسمت از خانه نصب می‌شوند اصولاً ضدآب هستند و مقاومت بالایی در برابر نفوذ آب و رطوبت دارند. سقف کاذبی که برای مکان‌های مرطوب کاربرد دارد، از PVC ساخته شده است.
سقف کاذب نوعی پوشش جدید است که امروزه بسیاری افراد به آن گرایش پیدا کرده‌اند و برای دکوراتیو نمودن منزل خود از آن استفاده می‌نمایند. این سقف جایگزین مناسبی برای گچ کاری محسوب می‌شود و سازه آن به صورت پیش ساخته در کارخانه تولید می‌گردد.
سقف کاذب را با مصالح بسیار سبک می‌سازند و فریم آن را به دیوارهای مجاور متصل می‌کنند تا هنگام وقوع زلزله در اثر تکان‌های شدید منجر به تخریب دیوار نشود. جنس این سقف می تواند از PVC، آهن، گچ، چوب، فلز، طلق، آلومینیوم، آهن، کامپوزیت، صفحات فلزی روکش دار یا ترکیبی از این متریال‌ها می‌باشد.

## انواع سقف‌ها

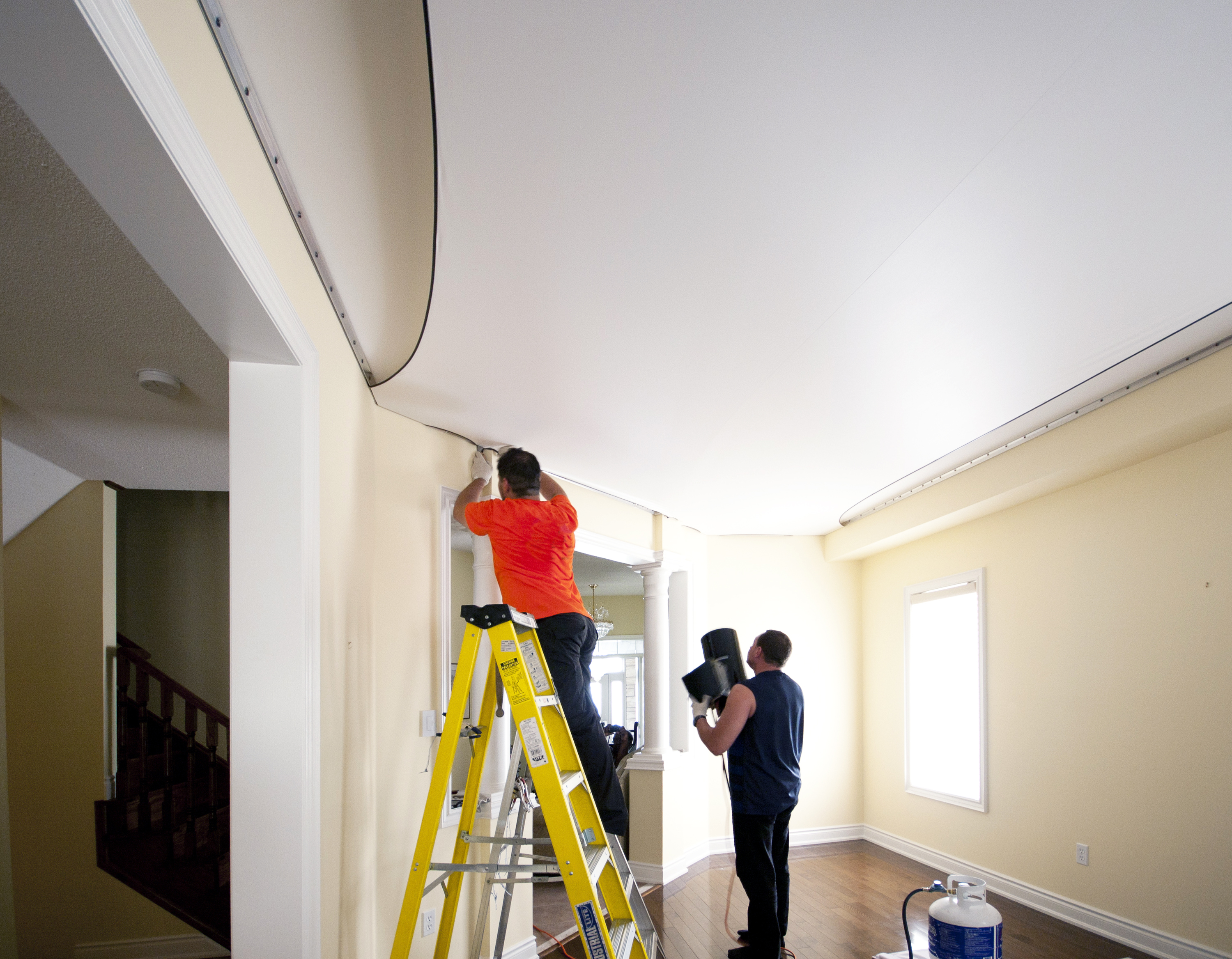
نصب سقف

- سازهٔ نمایان
- سقف مشبک با تایل فلزی
- سقف مشبک با تایل گچی
- سقف کاذب یکپارچه
- سازهٔ پنهان
- تایل گچیِ ساده
- تایل گچیِ آکوستیک
- سقف کاذب به‌صورت باکس
- انواع تایل‌های گچی
- سقف کاذب به‌صورت باکس و نور مخفی
- سقف کاذب با (چوبPVC)
- سقف کاذب تصویردار
- سقف کاذب پلیمری

## قسمت‌های مختلف سقف کاذب
1. میلگردهای عمودی
2. میلگردهای افقی چپ و راست
3. نبشیِ کنار دیوار
4. چوب‌های چهارتراشِ چپ و راست
5. ورقهٔ آکوستیک
6. رابیتز (de:Rabitz Rabitz)
7. گچ‌کاری

ردیف ۱ و ۲ برای کلیهٔ سقف‌های کاذب عمومیت دارد و ردیف ۳ و ۴ و ۵ فقط برای سقف‌های کاذب آکوستیک اجرا می‌شود و دو ردیف ۶ و ۷ نیز فقط برای سقف‌هایی که لایهٔ آخر آن گچ‌کاری است کاربرد دارند.

## میلگردهای عمودی
همانطور که قبلاً نیز اشاره شده سقف کاذب از سقف اصلی ساختمان آویزان است. برای اینکار میلگردهایی در حین کار با طول معین در سقف نصب می‌شود. چنانچه سقف، بتنی یا تیرچه بلوک باشد قبل از بتن‌ریزی این میلگرد‌ها را بین آرماتورهای سقف قرار می‌دهند. در این نوع سقف‌ها فاصله میلگردها از یکدیگر حدود یک متر است. چنانچه سقف، تیرآهن یا طاق ضربی باشد میلگردها را به تیرآهن جوش می‌دهند. با توجه به اینکه فاصله تیرآهن‌ها از یکدیگر در حدود یک متر است، در این صورت فاصله میلگردهای عمودی از یکدیگر نیز یک متر می‌شود. سر انتهاییِ میلگردها را به‌ صورت چنگک خم می‌کنند تا میلگردهای افقی به‌راحتی داخل آن قرار گیرد. برای میلگردهای عمودی می‌توان از میلگرد ۱۰ تا ۱۲ استفاده نمود.

## میلگردهای افقی چپ و راست
بعد از میلگردهای عمودی انتهای این میلگردها را به‌وسیلهٔ دو ردیف میلگرد چپ و راست به یکدیگر متصل می‌کنند به‌ طوری‌ که در زیر آن‌ها مستطیل‌هایی به ابعاد ۴۰ در ۴۰ یا ۱۰ در ۱۰ سانتیمتر تشکیل می‌شود. به جای میلگردهای افقی چپ و راست می‌توان از نبشی یا سپری استفاده کرد.

## نبشی کنار دیوار
در کنار دیوار یعنی در محل اتصال سقف کاذب به دیوار یک عدد نبشی وصل می‌کنند. اگر در آن ناحیه امکان آویزان کردن میلگرد از سقف وجود داشته باشد این نبشی کنار دیوار را به آن میلگردها جوش می‌دهند ولی اگر امکان آویزان کردن میلگرد از سقف نباشد، نبشی را با شاخ به دیوار مجاور به‌وسیلهٔ گچ متصل می‌کنند. آنگاه سپری‌ها یا نبشی‌های چپ و راست را به آن جوش می‌دهند.

## چوب‌های چهار تراش چپ و راست
اگر آخرین لایه سقف ورقه‌های آکوستیک باشد روی این لایه نبشی دو سری چوبهای چهارتراش ۳در۳ سانتیمتر متصل می‌کنند. بدین طریق که سری اول را به نبشی و یا سپری با سیم آرماتوربندی می‌بندند و سری دوم را به سری اول به وسیله میخ متصل می‌نمایند. فاصله این لایه آخر از یکدیگر کاملاً بستگی به ابعاد آکوستیک دارد. آنگاه ورقه آکوستیک را روی آن نصب می‌کنند.

## ورقه‌های آکوستیک
اصولاً آکوستیک یک نوع ایزوله صوتی است که با مصالح مختلف ساخته می‌شود. این لایه در سالن‌هایی که نباید صوت، تولید پژواک نماید مورد استفاده قرار می‌گیرد. مانند سالن‌های سینما، اپرا یا سالن‌های سخنرانی. برای جلوگیری از تشدید صوت مصالح مختلفی از قبیل پارچه که آن را به صورت چین دار در محل‌های مربوطه نصب می‌کنند یا پلاک‌های گچی یا پلاک‌های چوبی و در نهایت ورقه‌های مقوایی فشرده که معمولاً به رنگ سفید بوده و دارای سوراخ‌های منظم یا نا منظمی است که مانع برگشت صوت می‌شود استفاده می‌کنند. این ورقه‌ها که به نام ورقه‌های آکوستیک در بازار شناخته می‌شوند به وسیله کام و زبانه به یکدیگر متصل می‌شوند و آن را به‌وسیلهٔ سنجاق‌های مخصوصی شبیه به سنجاق ماشین دوخت به زیرسازی چوبی سقف متصل می‌نمایند. به همین دلیل است که تراز بودن قسمت چوبی زیر آکوستیک از مهم‌ترین مطالب سقف کاذب است.

## رابیتز
چنانچه لایه آخر سقف کاذب سفیدکاری با گچ باشد از اجرای چوب‌های چهارتراش خودداری نموده و بعد از نصب میلگردهای چپ و راست، ورقه‌های رابیتز (شبکه فلزی) را که تقریباً شبیه توری است به این میلگردها با مفتول ۳ تا ۳٫۵ می‌بندند. فاصله بستن رابیتز به سقف نباید زیاد باشد زیرا در این صورت رابیتز وزن گچ و خاک و گچ روی آن را تحمل نکرده و سقف ناصاف می‌شود. به این ناصافی اصطلاحاً '''کاس و سینه''' می‌گویند. در این طریقه هم باید نبشی کنار دیوار کار گذاشته شود و سر ورقه‌های رابیتز به آن متصل گردد.

## گچ کاری روی رابیتز
اجرای این لایه عیناً مانند همان است که در مورد گچ کاری توضیح داده شد. فقط در این مرحله برای قشر زیر گچ کاری نمی‌توان از کاهگل استفاده نمود بلکه باید زیرکار را به وسیلهٔ یک قشر گچ و خاک پوشانید. زیرا گچ و خاک از سوراخ‌های رابیتز گذشته و مانند قلابی در پشت آن قرار گرفته و سطح محکم و یکنواختی را ایجاد می‌نمایند. برای آخرین قشر سقف کاذب از انواع دیگر پوشش‌ها نیز استفاده می‌نمایند. مانند ورقه‌های یونولیت یا انواع چوب‌های تزیینی یا انواع قالب‌های گچ.